# Johann Hari
Johann Eduard Hari (* 21. ledna 1979 Glasgow) je britský novinář a spisovatel.
Jeho otec je Švýcar a matka Skotka. Vyrůstal v Londýně a vystudoval King's College v Cambridge. Za práci v univerzitním týdeníku Varsity mu v roce 2000 The Times udělily cenu za studentskou žurnalistiku. V roce 2003 získal cenu British Press Awards pro nejlepšího mladého novináře. Přispíval do novin New Statesman, The Independent, Huffington Post, The New York Times, Slate, Ha'arec a Le Monde, vystupoval v kulturním debatním pořadu BBC Two The Review Show. Psal o válce v Iráku, konfliktu v Kivu a pirátech v Somálsku, kritizoval britskou monarchii, nábožensky motivovanou cenzuru či porušování ženských práv v islámských zemích, zabýval se dopadem moderních technologií na lidskou psychiku. Vydal knihy Chasing the Scream: The First and Last Days of the War on Drugs (vznikl podle ní film The United States vs. Billie Holiday), Stolen Focus: Why You Can't Pay Attention a Lost Connections: Uncovering the Real Causes of Depression – and the Unexpected Solutions (česky vyšla pod názvem Ztráta spojení – Odhalte pravé příčiny deprese). Je také autorem divadelní hry Going Down in History. Jeho knihy byly přeloženy do 38 jazyků. Získal ocenění od organizací Amnesty International a Stonewall, The Daily Telegraph ho v roce 2009 zařadil mezi nejvýznamnější osobnosti britské levice. Přednášel na konferenci TED.
V roce 2011 byl Hari obviněn z rozsáhlého porušování žurnalistické etiky. Objevily se příklady, kdy ve svých článcích manipuloval s fakty a používal plagiáty. Byl také usvědčen, že pod cizím jménem editoval anglickou Wikipedii, kam přidával chválu na svoji osobu a různé pomluvy o svých oponentech. V důsledku skandálu byla Harimu odebrána Orwellova cena, kterou získal v roce 2008.
Johann Hari se otevřeně hlásí k homosexuální orientaci.